# Simeon S. Willis
Simeon Slavens Willis (* 1. Dezember 1879 im Aid Township, Lawrence County, Ohio; † 2. April 1965 in Frankfort, Kentucky) war ein US-amerikanischer Politiker und Gouverneur des Bundesstaates Kentucky.

## Frühe Jahre und Aufstieg
Willis besuchte die öffentlichen Schulen seiner Heimat in Ohio und nach seinem Umzug in Kentucky. Dort absolvierte er auch Lehrgänge für angehende Lehrer. Es folgten eine kurze Zeit als Lehrer und ein Jura-Studium. Im Jahr 1901 wurde Willis als Rechtsanwalt zugelassen. Daraufhin eröffnete er in Ashland eine Anwaltskanzlei. Ab 1918 war er im öffentlichen Dienst tätig, so war er bis 1922 beratender Anwalt der Stadt Ashland. Zwischen 1922 und 1928 arbeitete er für die Anwaltskammer und von 1928 bis 1933 war er Richter an einem Berufungsgericht. In den folgenden zehn Jahren widmete er sich wieder seiner privaten Kanzlei. Als Mitglied der Republikanischen Partei wurde er 1943 für die Gouverneurswahlen nominiert und dann mit 50,5 % der Wählerstimmen gegen seinen demokratischen Gegenkandidaten J. Lyter Donaldson (48,9 %) zum neuen Gouverneur von Kentucky gewählt. Sein Vorsprung an absoluten Stimmen lag unter 9000.

## Gouverneur von Kentucky
Seine Amtszeit begann am 7. Dezember 1943 und endete am 9. Dezember 1947. In diese Zeit fiel das Ende des Zweiten Weltkrieges. Aus diesem Anlass rief der Gouverneur eine Kommission ins Leben, die Pläne für die Nachkriegszeit und die Umstellung auf Friedenszeiten erarbeiten sollte. Eine weitere neue Kommission befasste sich ausschließlich mit den Problemen der Schwarzen Bevölkerung. In seiner Zeit wurde erstmals ein Afroamerikaner in das Bildungsministerium berufen. Das Schulsystem für Weiße und Schwarze wurde verbessert und das Schuljahr verlängert. Finanziert wurde das, indem er den Countys erlaubte, die Schulsteuer zu verdoppeln. Auf dem Gebiet des Gesundheitswesens entstanden fünf neue Krankenhäuser zur Bekämpfung der Tuberkulose. Außerdem sorgte der Gouverneur dafür, dass in Kentucky die meisten vom Staat erhobenen Brückenbenutzungsgebühren abgeschafft wurden. Schließlich wurde das bereits bestehende Anti-Korruptionsgesetz erweitert und die landeseigenen Parks ausgebaut.
Nach Ablauf seiner Amtszeit im Dezember 1947 war Willis wieder als Rechtsanwalt tätig. Zwischen 1956 und 1960 war er Mitglied des Begnadigungsausschusses. Er starb am 2. April 1965. Simeon Willis war mit Ida Lee Willis verheiratet, das Paar hatte ein Kind.